# 基斯·艾錫·杜斯山度士
基斯·伊沙·杜斯山度士（葡萄牙語：Kessi Isac dos Santos，1994年10月26日—），生於巴西阿拉皮拉卡，巴西足球運動員，司職防守中場，現時效力香港超級聯賽球會九龍城。

## 球員生涯
在2018夏天，基斯由巴西來港加盟港超聯球會元朗。
2020/21球季，基斯加盟天水圍飛馬。
2022/23球季，基斯重回香港，加盟冠忠南區。

## 榮譽
阿拉皮拉卡
- 巴西東北盃亞軍（英语：Copa do Nordeste）: 2013（英语：2013 Copa do Nordeste）

冠忠南區
- 香港菁英盃冠軍（2022–23, 2024–25）

## 外部連結
- Kessi Isac dos Santos（页面存档备份，存于）
- Kessi Isac dos Santos（页面存档备份，存于）